# Dārta-Elizabete Emuliņa
Dārta-Elizabete Emuliņa (* 5. Juni 1997) ist eine ehemalige lettische Tennisspielerin.

## Karriere
Emuliņa spielte von 2014 bis 2016 für die lettische Billie-Jean-King-Cup-Mannschaft, wo sie von zwei Einzel und vier Doppel zwei Doppel gewinnen konnte. 